# Presses polytechniques et universitaires romandes

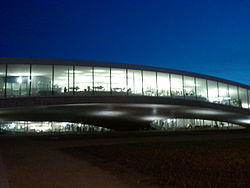
Le siège des Presses polytechniques et universitaires romandes se trouve dans le Learning Center de l'École polytechnique fédérale de Lausanne.

EPFL Press ou Presses polytechniques et universitaires romandes (PPUR) est une maison d'édition scientifique et technique suisse basée à l'École polytechnique fédérale de Lausanne (EPFL).
EPFL Press publie des ouvrages techniques ainsi que des livres adressés au grand public, notamment avec la collection « Le savoir suisse » depuis 2002.
Créées le 23 octobre 1980, les Presses Polytechniques et Universitaires Romandes (PPUR) sont une fondation indépendante et sont basées sur le site de l’Ecole polytechnique fédérale de Lausanne (EPFL). Elles ont pour principal but de publier et de diffuser en Suisse et à l’international des ouvrages scientifiques et fiables qui proviennent des institutions académiques suisses et étrangères. La fondation est présente dans le marché du livre sous cinq maisons d’édition.
EPFL Press, une des maisons d’édition, a remplacé en 2020 le label historique et général « PPUR » qui regroupait l’ensemble des titres.

## Histoire
Dans les années septante, le manque de publication d’ouvrages scientifiques dans la langue française se fait sentir à l’EPFL. En 1976, les premiers tomes du Traité d’électricité sont traités par l’éditeur Georgi, mais en 1980, la préparation est bloquée en raison de ressources insuffisantes. Pour répondre aux besoins des étudiants et valoriser les activités d’enseignement et de recherche, Bernard Vittoz adresse une demande au professeur Jacques Neirynck de créer une fondation.
Le 23 octobre 1980, la fondation « Presses polytechniques romandes » voit le jour et reprend la gestion de l’édition des travaux de l’école.

A leur dixième anniversaire, les Presses polytechniques romandes modifient leur enseigne et deviennent les Presses polytechniques et universitaires romandes.

## Les maisons d'édition
Les Presses Polytechniques et Universitaires Romandes publient et diffusent à travers ces cinq maisons d’éditions suivantes :
EPFL Press, un label scientifique et technique pour un public académique et spécialisé.
Epistémé, un label sciences humaines et sociales depuis 2023, s’adresse principalement à un public académique. 
Quanto, un label pop science, lancé en 2018 pour le grand public, curieux de ce qui l’entoure.
Editions 41, lancé en 2022, est un pont entre les sciences, l’actualité et la vie pratique. Elles sont disponibles pour tous les publics.
Savoir suisse est une collection à caractère encyclopédique créée en 2002 pour un public élargi et a pour but de rendre accessibles les travaux de recherche réalisés par les communautés académiques de Suisse ou des auteurs indépendants.
Auparavant, les publications étaient techniques et répondaient aux besoins des professionnelles et professionnels ou aux étudiantes et étudiants. Lucas Giossi, directeur général des PPUR depuis 2017, défend l’importance de la mise à disposition du public le savoir scientifique dans toutes ses formes et sous tous les formats. Ces ouvrages permettent d’agrandir les publics.